# Hugh Falconer
Hugh Falconer, född 29 februari 1808 i Forres, Moray, död 31 juli 1865 i London, var en skotsk botaniker och paleontolog.
Falconer studerade medicin i Aberdeen och Edinburgh, reste 1830 såsom biträdande läkare till Ostindien, där han huvudsakligen ägnade sig åt botanik och 1832 övertog överinseendet över botaniska trädgården i Saharanpur. Därifrån företog han först en geologisk undersökning av Siwalikbergen och sedermera en botanisk undersökning av Himalaya. År 1837 deltog han i Alexander Burnes expedition till Peshawar och Kashmir samt återvände 1838 till Saharanpur med rika botaniska, geologiska och paleontologiska samlingar. År 1842 återkom han, på permission, till England samt utnämndes 1848 till direktor vid botaniska trädgården i Calcutta och professor i botanik vid Medical College i samma stad. År 1855 bosatte han sig i England. Han tilldelades Wollastonmedaljen 1837.
Auktorsnamnet Falc. kan användas för Hugh Falconer i samband med ett vetenskapligt namn inom botaniken; se Wikipediaartiklar som länkar till auktorsnamnet.